# 比埃
比埃（法語：Bué，法語發音：[bɥe]）是法国谢尔省的一个市镇，属于布尔日区。

## 地理
比埃（47°18'35"N, 2°47'35"E）面积6.3 平方千米，位于法国中央-卢瓦尔河谷大区谢尔省，该省份为法国中部省份，北起卢瓦雷省，西接卢瓦-谢尔省和安德尔省，南至克勒兹省，东南接阿列省，东临涅夫勒省。
与比埃接壤的市镇（或旧市镇、城区）包括：桑塞尔地区克雷藏西、梅讷图拉泰勒、桑塞尔、沃格、维农。

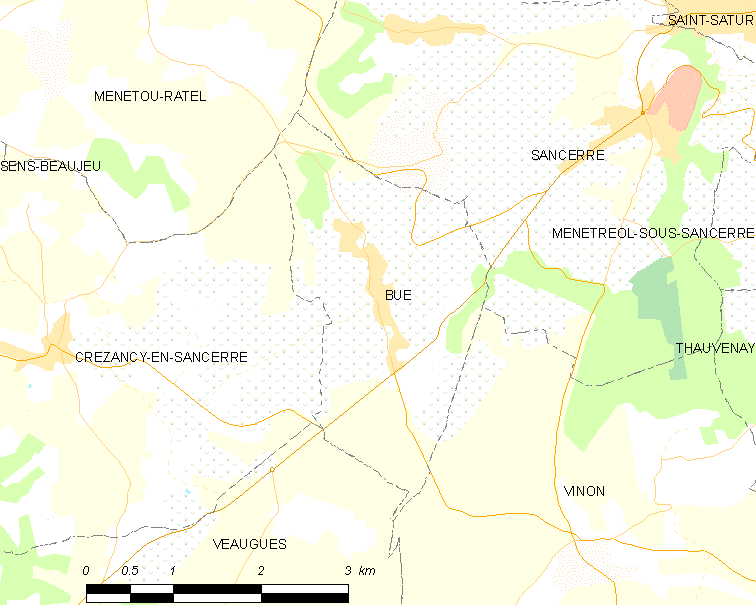
比埃的OSM定位图

比埃的时区为UTC+01:00、UTC+02:00（夏令时）。

## 行政
比埃的邮政编码为18300，INSEE市镇编码为18039。

## 政治
比埃所属的省级选区为桑塞尔县。

## 人口

1962-2008年间比埃人口变化图示

比埃于2022年1月1日时的人口数量为305人。